# Quartier nègre
Quartier nègre est un roman de Georges Simenon publié en 1935.

## Résumé
Joseph Dupuche et sa jeune femme, récemment mariés en France, débarquent à Cristobal et se rendent à Panama où Dupuche apprend que la S.A.M.E., la firme qui l'a engagé comme ingénieur principal, est en faillite et que la lettre de crédit qu'il présente à la banque n'a plus de valeur. Sans argent, sans emploi, ils vont faire la connaissance de compatriotes plus ou moins louches, que Dupuche, avec son sens de la hiérarchie sociale, ne tardera pas à mépriser. Cependant, grâce à eux, Germaine trouve un emploi comme caissière dans un grand hôtel de la ville, où elle ne peut loger que seule. 
Séparé d'elle, Dupuche en est réduit à habiter le quartier nègre, toujours à la recherche d'un emploi. Cet éloignement amène la mésintelligence entre les deux époux : Germaine se maintient à un niveau de vie honorable, tandis que Dupuche végète et se complaît parmi les Noirs. La désunion s'accentue lorsque Dupuche va se fixer de l'autre côté du canal, à Colon, avec une jeune négresse, Véronique. Pour survivre, il accepte de travailler comme manœuvre au port, mais se voit peu à peu rejeté de la communauté française parce qu'il s'adonne à l'alcool (la « chicha ») et surtout parce qu'il vit en compagnie d'une femme noire. Toute cette société, à laquelle il a appartenu, ne l'intéresse plus, d'autant que sa femme, courtisée par le fils de ses patrons, désire obtenir le divorce. Malgré certaines tentatives d'amis qui voudraient sauver le couple en le ramenant en France, Dupuche accepte. Seule, la naissance du fils que lui donne Véronique parviendra à lui rendre un sentiment de joie qu'il savoure cependant dans la « solitude de son esprit », de plus en plus abruti par la boisson. 
Dix ans plus tard, Dupuche mourra d'une hématurie aiguë, en laissant six enfants. À son enterrement à Panama se trouvent réunis ceux qui ont constitué son entourage, amis et ennemis, parents et étrangers.

## Aspects particuliers du roman
La lente dissolution d’un jeune couple sous l’effet d’un éloignement forcé qui place chacun des époux dans une situation qui finit par les opposer, en rejetant l’un des deux dans une société elle-même rejetée par le clan auquel se rattache l’autre.

## Fiche signalétique de l'ouvrage

### Cadre spatio-temporel

#### Espace
Les villes du canal de Panama : Cristobal, Panama, Colon.

#### Temps
Époque contemporaine.

### Les personnages

#### Personnage principal
Joseph Dupuche. Ingénieur à la Société Anonyme des Mines de l’Équateur (S.A.M.E.). Marié. La trentaine.

#### Autres personnages
- Germaine, épouse de Dupuche, un peu plus jeune que son mari
- Véronique, jeune fille noire, 15 ou 16 ans.

## Éditions
- Prépublication en feuilleton dans le quotidien Paris-Soir, du 28 septembre au 24 octobre 1935
- Édition originale : Gallimard, 1935
- Tout Simenon, tome 19, Omnibus, 2003  (ISBN 978-2-258-06104-0)
- Folio Policier, n° 426, 2006  (ISBN 978-2-07-033899-3)
- Romans durs, tome 2, Omnibus, 2012  (ISBN 978-2-258-09356-0)
- Romans durs, tome 2, Omnibus, 2023  (ISBN 978-2-258-20259-7)

## Adaptations

### À la télévision
Quartier nègre, téléfilm français de Pierre Koralnik, avec Tom Novembre, Fabienne Babe et Jean-Paul Roussillon (1990)

### Au théâtre
Quartier nègre, pièce en trois actes et sept tableaux, adaptation de Georges Simenon, mise en scène de Georges Simenon et Lucien Fonson, avec Jean-Pierre Aumont, Mayomi et Jean Croisier, Bruxelles, Théâtre Royal des Galeries Saint-Hubert, 1936. 

## Source
- Maurice Piron, Michel Lemoine, L'Univers de Simenon, guide des romans et nouvelles (1931-1972) de Georges Simenon, Presses de la Cité, 1983, p. 44-45  (ISBN 978-2-258-01152-6)